# Trĩ sao
Trĩ sao là một nhóm các loài chim thuộc tông Pavonini trong họ Phasianidae, bao gồm ba loài chim có quan hệ họ hàng gần với công. Đặc điểm chung của các loài trĩ sao là có hàng trăm hoặc hàng nghìn đốm trắng nhỏ trên bộ lông.

## Phân loại
Có tổng cộng ba loài trĩ sao được công nhận, chia thành hai chi chim: Rheinardia và Argusianus. Trong các chi này. Argusianus cũng được cho là có một loài thứ hai bí ẩn có thể đã tuyệt chủng , nhưng điều này rất có khả năng dựa trên một sai lệch di truyền đơn giản ở loài đã được thiết lập. Cả hai chi được cho là nhóm chị em của nhau, và nếu không thì có quan hệ họ hàng gần nhất với công (Pavo và Afropavo), và xa hơn một chút với chi Tropicoperdix.

### Các chi và loài
- Chi Argusianus Rafinesque, 1815
  - Trĩ sao lớn (Argusianus argus (Linnaeus, 1766))
- Chi Rheinardia Maingonnat, 1882
  - Trĩ sao Việt Nam (Rheinardia ocellata (Elliot, 1871))
  - Trĩ sao Mã Lai (Rheinardia nigrescens (Rothschild, 1902))